# Déclaration de Sanquhar

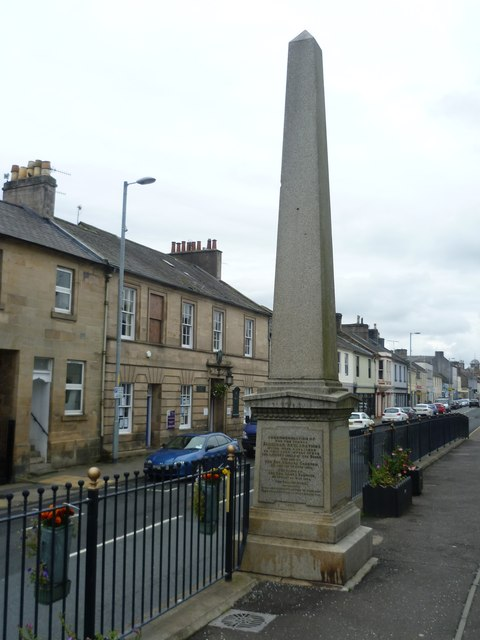
Monument de la Déclaration de Sanquhar

La déclaration de Sanquhar est un discours lu par Michael Cameron en présence de son frère, le leader Covenantaire Richard Cameron, accompagnés de vingt hommes armés au sein de la place publique de Sanquhar, en Écosse, en 1680, reniant allégeance à Charles II ainsi qu'au gouvernement écossais, au nom du "réel intérêt protestant et presbytérien", en opposition avec l'ingérence du gouvernement dans les affaires religieuses. 
Cette manifestation symbolique, qui est essentiellement une déclaration de guerre, fait partie de la série d'événements ayant mené à la Glorieuse Révolution ainsi qu'à la fin du règne de la maison Stuart.

## Crédit de traduction
- (en) Cet article est partiellement ou en totalité issu de l’article de Wikipédia en anglais intitulé « Sanquhar Declaration » (voir la liste des auteurs).